# Il giudizio universale
Il giudizio universale is een Italiaanse filmkomedie uit 1961 onder regie van Vittorio De Sica.

## Verhaal
Een geheimzinnige stem uit de hemel kondigt de bevolking van Napels de dag des oordeels aan. Na hun aanvankelijke ongeloof zijn de Napolitanen dusdanig in paniek dat ze hun alledaagse besognes vergeten. Wanneer op het aangekondigde ogenblik alleen maar een hevig onweer losbreekt, vervallen de inwoners weer in hun oude hebbelijkheden en stokpaardjes.

## Rolverdeling
| Acteur           | Personage        |
| ---------------- | ---------------- |
| Vittorio Gassman | Cimino           |
| Fernandel        | Weduwenaar       |
| Ernest Borgnine  | Gauwdief         |
| Melina Mercouri  | Gravin           |
| Lino Ventura     | Vader            |
| Alberto Sordi    | Kinderhandelaar  |
| Anouk Aimée      | Irene            |
| Paolo Stoppa     | Giorgio          |
| Nino Manfredi    | Ober             |
| Silvana Mangano  | Mevrouw Matteoni |
| Jack Palance     | Matteoni         |
| Renato Rascel    | Coppola          |
| Vittorio De Sica | Advocaat         |